# Trận Tỉnh Hình
Trận Tỉnh Hình (chữ Hán: 井陘之戰, Tỉnh Hình chi chiến), còn được biết đến là trận Hàn Tín phá Triệu, là một trận đánh diễn ra vào năm 204 TCN tại Trung Quốc thời cổ đại. Trong trận này, danh tướng của nhà Hán là Hàn Tín chỉ huy không đến bốn vạn quân nhưng đã đánh thắng quân Triệu đông trên mười vạn người  dưới quyền thống lĩnh của tướng Trần Dư.

## Tên gọi
- Vua Triệu là Yết và tướng Trần Dư thực hiện chiến lược phòng ngự từ xa, mang quân đến chốt giữ ở cửa Tỉnh Kinh vào tháng 10 năm 204 TCN. Tại Tỉnh Kinh đã xảy ra hội chiến giữa quân Hán và quân Triệu, một trận nổi tiếng trong lịch sử Trung Quốc nên được gọi là trận Tỉnh Kinh. Sử ký Tư Mã Thiên gọi Tỉnh Kinh là Tỉnh Hình nên trận này còn được gọi là Trận Tỉnh Hình.
- Hàn Tín cử một vạn quân[2] đi trước bày trận quay lưng ra sông, vì thế còn được gọi là trận bối thủy.
- Trận này Hàn Tín đánh tan quân Triệu nên còn gọi là Trận Hàn Tín phá Triệu

## Bối cảnh
Năm 207 TCN các cuộc khởi nghĩa lật đổ nhà Tần đã đưa Trung Quốc rơi vào tình trạng hỗn chiến, tranh giành quyền bính lẫn nhau. Mạnh hơn cả là nhà Hán và nhà Sở. Tháng 4 năm 205 TCN nước Ngụy (miền tây nam tỉnh Sơn Tây ngày nay); nước Triệu (miền đông nam tỉnh Hà Bắc ngày nay); Nước Tề (miền đông bắc tỉnh Sơn Đông ngày nay) đi theo Hán đánh Sở. Nhưng khi thấy Lưu Bang (Hán Cao Tổ) bị bại ở Bành Thành phải lui về án ngữ ở Thành Cao, 3 nước này giở mặt đi theo Sở đánh lại Hán.
Theo Sử Ký Sau khi quân Hán bị thua trận ở Bành Thành, Tắc vương là Hàn và Địch vương là Ế bỏ Hán đầu hàng Sở. Nước Tề nước Triệu cũng phản lại Hán mà hòa với Sở. Tháng sáu, Ngụy vương là Báo... liền cắt đường giao thông ở Hà Quan, phản lại Hán, giao hiếu với Sở. Quân Hán phòng ngự trên tuyến Thành Cao - Huỳnh Dương bỗng nhiên lâm vào thế bị uy hiếp ở cạnh sườn. Muốn giành quyền chủ động và phá thế bị uy hiếp ở sườn, đồng thời tạo được thế chiến lược bao vây và tấn công quân Sở, Lưu Bang cử Hàn Tín từ Lạc Dương (miền đông bắc huyện Lâm Đồng tỉnh Thiểm Tây ngày nay) cấp tốc tiến về đông bắc đánh các nước Ngụy; Triệu và Tề.
Sau khi diệt xong nước Ngụy và nước Đại (ở phía bắc nước Triệu), thế thắng như chẻ tre.
Theo lệnh Lưu Bang, Hàn Tín đã rút một bộ phận về mặt trận Thành Cao để chống lại quân Sở. Sau đó, Hàn Tín cùng mấy vạn quân còn lại kéo vào biên giới nước Triệu.

## Lực lượng
- Vua Triệu và Trần Dư (thống soái quân Triệu) đem mười vạn quân mới chiêu mộ được nhưng lại phao tin là 20 vạn binh sĩ[3], đến chốt giữ ở cửa Tỉnh Kinh.
- Hàn Tín, Trương Nhĩ (khi kéo vào biên giới nước Triệu), quân chỉ có chưa đầy 4 vạn mà phần lớn cũng chỉ là quân mới chiêu mộ (quân thiện chiến đã rút về mặt trận Thành Cao để chống lại quân Sở).
- Trước trận đánh nếu chỉ đơn thuần lấy thế và lực của đôi bên ra mà đối sánh thì quân Hán vừa ít lại vừa xa hậu phương nên tiếp tế khó khăn mà lại vừa trải qua một quãng đường hành quân dài dằng dặc. Quân Triệu đông gấp hơn hai lần lại cố thủ ngay ở biên giới, tiện chi viện về người và của mà đã có một thời gian chuẩn bị sẵn để đón quân Hán.

## Địa hình
Tỉnh Kinh là một trong những cửa hiểm yếu của núi Thái Hành và sông Chi Thủy (dãy núi ở phía tây tỉnh Hà Bắc ngày nay). Muốn qua vùng núi này chỉ có một đường độc đạo nhỏ hẹp, gồ ghề. Địa điểm này có tầm quan trọng cả với quân phòng ngự và quân tấn công. Quân Hán tiến đánh nước Triệu tất phải vượt qua con đường này, khi từ phía tây kéo vào sẽ vấp phải cái chốt của quân Triệu trước cửa Tỉnh Kinh (Sử ký Tư Mã Thiên gọi là Tỉnh Hình).

## Phương châm tác chiến
Về phía quân Triệu. Lý Tả Xa là mưu sĩ của nước Triệu bàn với Trần Dư nên dùng "xuất kỳ, cố thủ" để phá cuộc tiến công của Hàn Tín. Ông cho rằng quân Hán đi xa nước mà đánh... vận lương nghìn dặm, quân sĩ có dáng đói, đợi hái củi, cắt cỏ mà nấu ăn, lính tráng không được no. Nay đường ở tỉnh Hình, không thể đi hai xe một lần. Quân kỵ không thể sắp thành hàng, đi vài trăm dặm thì thế nào lương thực cũng tụt lại sau
Từ nhận định trên, Lý Tả Xa chủ trương phòng ngự tích cực có cố thủ chốt giữ, có xuất kích vu hồi vào sau lưng đối phương chứ không chủ trương án binh bất động như Trần Dư. Lý Tá Sa vạch ra kế hoạch tác chiến đệ trình lên Trần Dư:
- Lý Tả Xa dẫn ba vạn kỵ binh, đi theo đường tắt vu hồi vào sau lưng quân Hán để chặn đường vận tải và chặn đường rút lui của quân Hán.
- Trần Dư cùng với số quân còn lại đào hào cho sâu đắp thành cho cao, giữ chặt lấy thành đừng đánh với họ[4].
- Kế hoạch này mang rõ tính phòng ngự tích cực bằng tiến công, đã được các nhà lý luận quân sự từ xưa tới nay đều nhất trí cho rằng đó là cách phòng ngự có hiệu quả nhất, nếu được Trần Dư chấp thuận thì quân Hán tiến lên trước không được đánh, mà lui lại không được về, tôi dùng kỵ binh chặn đằng sau, khiến cho họ không thể cướp được gì ở ngoài đồng. Như thế không đầy 10 ngày, đầu hai tướng sẽ nộp dưới cờ. Xin ngài lưu ý đến kế của tôi. Nếu không thế nào cũng bị hai tên ấy bắt[4]
- Phương châm của Trần Dư là "Dĩ dật đãi lao" kế thường dùng trong binh pháp. Ỷ thế vào đội quân của mình vừa đông vừa mạnh, lại chốt dữ sẵn ở nơi hiểm yếu; trong khi quân Hán vừa ít lại vừa từ xa ngàn dặm đến và đã mệt mỏi vì chiến đấu lâu ngày, ông đã chủ quan và nghĩ "xuất kỳ cố thủ" không phải là kế hay của quân Triệu. Từ nhận định trên ông chủ trương cứ chốt giữ rồi đợi đối phương đến sẽ quyết chiến, cho nên ông chỉ lăm le đợi quân Hán đến là tấn công. Thế là do chủ quan, kiêu ngạo, khinh địch, nên ông đã bỏ phí mất thế lợi sẵn có của mình.

Về phía quân Hán Hàn Tín đã sớm phát hiện và phán đoán được đúng ý đồ của Trần Dư, mặc dù ít quân, mệt mỏi, không được lợi thế nhưng vẫn giữ vững quyết tâm tiến thẳng vào nước Triệu và dùng lối đánh sở trường: đánh dứ ở trước mặt kết hợp với thọc sâu vu hồi đánh vào sau lưng, để kéo quân Triệu ra khỏi chốt đánh đòn tiêu diệt ở trận địa đã được chuẩn bị sẵn. Khi còn cách cửa tỉnh Kinh 30 dặm, Hàn Tín cho quân dừng lại cắm trại nhằm chuẩn bị thêm và thẩm tra lại lần cuối tình hình quân Triệu. Thấy ý đồ Trần Dư không thay đổi, ngay từ nửa đêm hôm đó, Hàn Tín đã bày xong thế trận hình chữ U. Với cách bố trí lực lượng như sau:
- Chọn hai nghìn quân trang bị nhẹ làm nhiệm vụ kỳ binh, mỗi người cầm một lá cờ đỏ lặng lẽ băng núi vu hồi vào nằm phục sẵn sau lưng nơi quân Triệu đóng quân.
- Cử một vạn quân đi trước bày trận quay lưng ra sông (vì thế còn được gọi là trận bối thủy). Nhiệm vụ của một vạn quân này là chuẩn bị sẵn chiến địa, dương cờ đại tướng, đánh trống khua chiêng để nhử quân Triệu chui ra khỏi thành.
- Lấy số quân còn lại lập đội tiên phong, tiến vào cửa Tỉnh Kinh để khiêu chiến.

## Diễn biến
Trời vừa rạng đông, từ xa nhìn thấy Hàn Tín bày trận "Bối Thủy", Trần Dư cho là Hàn Tín chẳng hiểu gì về binh pháp, đã dại dột đưa quân Hán vào chỗ chết. Ông càng chủ quan chẳng chú ý gì đến đội tiên phong của quân Hán và cũng chẳng quan tâm gì đến việc phòng bị ở cạnh sườn.
Hàn Tín trống dong cờ mở dẫn chủ lực (đội tiên phong) tiến thẳng vào cửa Tỉnh Kinh.
Trần Dư liền mở cửa lũy cho quân Triệu xuất kích. Hai bên đánh nhau to một hồi. Hàn Tín lệnh cho quân bỏ chạy, để lại cờ, trống, vũ khí nhiều vô kể và hối hả lui về trận địa "Bối Thủy".
Trần Dư nghĩ đây là thời cơ có một không hai để tiêu diệt quân Hán, thế là ông tung hết quân ra để truy kích (cả số quân Triệu chốt giữ ở trong cửa tỉnh Kinh cũng được lệnh đổ ra hết). Quân Triệu tranh nhau cướp cờ, thu vũ khí và đồ vật của quân Hán bỏ lại, reo hò vang động cả một góc trời. Vậy là (Trần Dư đã bị lừa và thời cơ tiêu diệt quân Triệu của Hàn Tín đã xuất hiện).
Chủ lực quân Hán sau khi lui về đến trận địa "Bối Thủy" liền phối hợp với quân đóng ở đó, cùng với một lực lượng dự bị bố trí sẵn ở bên sườn trái trận địa "Bối Thủy". Bất ngờ quay lại phản kích mãnh liệt vào quân Triệu. Quân Hán xông lên chia cắt quân Triệu mặc dù quân Triệu đông hơn gấp bội. Trận đánh diễn ra giằng co quyết liệt.
Thừa lúc quân Triệu vừa rời ra khỏi hết thành lũy, hai ngàn quân kỳ của Hàn Tín đã nhanh chóng ập vào đánh úp và cắm hai ngàn lá cờ đỏ của quân Hán lên. Đồng thời lúc đó, trước sức chống trả ngoan cường và phản kích mãnh liệt của quân Hán ở "Bối Thủy", quân Triệu thấy khó giành được thắng lợi, sinh nản lòng và muốn lui quân về. Nhưng lại nhìn thấy cờ quân Hán tung bay đỏ rực cả thành lũy cửa tỉnh Kinh, quân Triệu mất tinh thần, đội hình hỗn loạn, mạnh ai nấy chạy, không sao ngăn được.
Thấy quân Triệu hỗn loạn, bỏ chạy, không bỏ lỡ thời cơ, quân Hán liền từ hai mặt tiến công mãnh liệt, diệt gần hết số quân Triệu, trong đó có đại tướng Trần Dư, bắt sống được vua Triệu là Yết và mưu sĩ Lý Tả Xa. Quân Hán toàn thắng, Hàn Tín tức tốc kéo quân vào bình định nước Triệu.

## Phân tích
Trận Hàn Tín phá Triệu đã xảy ra cách đây hơn hai ngàn hai trăm năm nhưng nó đã được các nhà nghiên cứu lịch sử quân sự thời nay đánh giá cao. Họ đều nhất trí cho rằng Hàn Tín dù thế và lực không bằng Trần Dư, nhưng do khéo dùng mưu lập thế tạo thời, khéo biết cách đánh lừa đối phương phạm hết sai lầm này đến sai lầm khác, nên chỉ đánh có một trận đã lấy được Tỉnh Hình, chưa trọn buổi sáng đã phá được 10 vạn quân Triệu, giết cả Thành An Quân Trần Dư. "Danh tướng nổi tiếng trong nước, uy thế rung động thiên hạ". Đó là nhờ phép dùng binh tài giỏi của Hàn Tín, bày một thế trận có lợi cho mình, phá được thế trận của đối phương, buộc đối phương phải đánh ở trận địa mà mình đã chuẩn bị, cụ thể có ba thế là: Thế chặn, Thế công, Thế hiểm.
- Thế chặn: Tuy quân Hán đứng trên địa hình không có lợi (trước mặt là núi non sau lưng là sông nước) nhưng lại làm cho quân Triệu vốn đã chủ quan lại càng chủ quan hơn, gây nên yếu tố bất ngờ, và đã thực hiện tốt nhiệm vụ lừa nhử quân Triệu ra rồi hãm và cầm chân lại nhằm tạo điều kiện cho chủ lực quân Hán tới tiêu diệt ở trận địa đã được chọn sẵn, mà sử cũ gọi là "Trận địa Bối Thủy"
- Thế công: Thực hiện tốt nhiệm vụ khéo biết dùng mưu để khiêu chiến nhử đối phương, lừa được 10 vạn quân Triệu chui hết ra khỏi thành đuổi đánh quân Hán, làm cho quân Triệu từ tướng đến quân chắc mẩm rằng thắng lợi tiêu diệt quân Hán đã ở trong tầm tay, mà không hay gì đến kế của Hàn Tín đẩy 10 vạn quân Triệu vào chỗ chết.
- Thế hiểm: Còn gọi là Thế chìm. Thế này không như hai thế kia là trống dong, cờ mở khi ra quân mà lại ngả cờ im trống luồn sâu vào sau lưng địch, ém trước. Nó tạo được bất ngờ, đánh ngay vào nơi quân Triệu đóng quân khi thời cơ tới, như mũi dao nhọn chọc vào đúng tim. Thế này làm cho 10 vạn quân Triệu trong lúc đang giao chiến quyết liệt với quân Hán bỗng chốc rụng rời chân tay khi ngước mắt nhìn lên thành lũy của mình thấy cắm đầy cờ đỏ quân Hán.

Ba thế trên có mối quan hệ chặt chẽ hỗ trợ trực tiếp cho nhau và tác động lẫn nhau hợp thành một chỉnh thể sức mạnh của quân Hán trong thế trận "Bối Thủy", tạo cho Hàn Tín thế chủ động hoàn toàn, phát huy được ưu thế sức mạnh của gần 4 vạn quân có trong tay, mặc dù vừa từ xa ngàn dặm tới. Thực tiễn cho thấy Hàn Tín giành và giữ thế chủ động trong suốt trận đánh: triển khai thế trận, lựa chọn thời cơ, thực hiện phương pháp và thủ đoạn tiến công, thực hiện các bước và toàn bộ nhiệm vụ của trận đánh. Đó là mưu kế điều địch, buộc địch phải đi vào kế của mình. Như thế là tạo được bất ngờ, tạo được chủ động. Còn quân Triệu thì lại rơi vào thế bị động hoàn toàn.